# Antoine Galavtine
Antoine Galavtine, né le 27 novembre 1985 à La Rochelle, est un nageur français spécialiste du sprint dans des épreuves de nage libre, papillon et 4 nages. Durant sa carrière, il est licencié au sein des clubs parisiens Racing Club de France, Stade français olympique Courbevoie et Lagardère Paris Racing.
Il est champion d'Europe et recordman du monde au titre du relais 4x50 NL lors des championnats d'Europe en petit bassin à Rijeka en 2008 et est le détenteur actuel du record de France du 100 m 4 nages en 52.72.

## Palmarès

### Championnats d'Europe
- Championnats d'Europe 2007 à Debrecen (Hongrie)
  -  Médaille d'argent du 4 × 50 m nage libre (Alain Bernard David Maitre Amaury Leveaux)